# Allemant, Marne

Allemant este o comună în departamentul Marne, Franța. În 2009 avea o populație de 174 de locuitori.